# 菲里普 (瑞典)
菲里普（瑞典語：Filip Halstensson；？—1118年）。斯滕克爾王朝國王哈爾斯滕的兒子、老英格的侄子。瑞典國王（1105年－1118年在位）。

## 生平
當叔父老英格於1105年逝世後，菲里普與他的弟弟小英格共同統治瑞典（可能從1105年或1110年開始共治）。
根據西約塔蘭法的記載，菲里普是一個好國王，雖然對他的記載很少，當基督教開始傳入瑞典後，沒有一位國王的記載比菲里普少。
根據《赫瓦拉爾薩迦》的記載，菲里普只統治了很短的時間，並與挪威國王哈拉爾三世的女兒挪威的格戈爾德（丹麥國王奧拉夫一世的遺孀）結婚。菲里普可能與弟弟小英格一同葬在瑞典東約特蘭林雪坪的弗列達修道院內。